# 波里奇恰 (亞沃里夫區)
49°52′37″N 23°46′6″E / 49.87694°N 23.76833°E
波里奇恰（烏克蘭語：Поріччя），是烏克蘭的村落，位於該國西部利沃夫州，由亞沃里夫區負責管轄，始建於1430年，面積1.12平方公里，海拔高度263米，2001年人口440，人口密度每平方公里393.21人。